# Habiba Menchari
Habiba Menchari, née Habiba Ben Jelleb vers 1907 et morte en 1961, est une féministe socialiste tunisienne.

## Biographie
Elle naît vers 1907. Son père meurt lors d'un pèlerinage à La Mecque. L'un de ses grands-pères est le dernier sultan de Touggourt, Sulayman IV, dépouillé de sa principauté par les forces coloniales françaises au milieu du XIXe siècle,.
Scolarisée à l'école française, elle obtient un brevet élémentaire au lycée Armand-Fallières puis devient greffière au tribunal de Tunis. Elle occupe ce poste jusqu'à son mariage en 1925 avec Abderrahmane Menchari, un avocat qui combat durant la Première Guerre mondiale au sein des troupes françaises, et qui bataille en particulier pour obtenir des pensions de guerre pour de nombreux Tunisiens ayant combattu comme lui aux côtés des Français durant la Première ou, ultérieurement, durant la Seconde Guerre mondiale,.
Cet avocat encourage ses convictions féministes et sa volonté d'une plus grande émancipation des femmes. Elle devient membre de la section féminine de la SFIO. Le 8 janvier 1929, elle prend la parole, à visage découvert, dans une réunion publique, organisée par L’Essor, une association culturelle de gauche. Son sujet de conférence a un titre explicite : La femme musulmane de demain. Pour ou contre le voile. « Nous ne voulons plus de ce voile que l'arbitraire des hommes de notre sang nous oblige à porter », affirme-t-elle, « Nous n'en voulons plus parce qu'il est un symbole. C'est le symbole de la servitude dans laquelle nous vivons et de la misère matérielle et morale qui décime nos familles et qui nous met à la merci de l'étranger »,,,. Elle aborde aussi d'autres thèmes sur la condition féminine, et s'en prend notamment à la polygamie dans ce même exposé,. Les réactions dans la salle sont peu favorables. Un jeune avocat, Habib Bourguiba, intervient dans la suite des échanges, pour s’opposer à l’abolition immédiate du voile pour des raisons de priorité politique. Mohamed Noomane, journaliste à Tunis socialiste, une publication de la section tunisienne de la SFIO, réagit ultérieurement en traitant cet avocat d’hypocrite, lui reprochant son mode de vie à l’Européenne et le fait que sa femme, d'origine française, n’était pas tenue, elle, de porter le voile, alors qu’il voudrait le maintenir pour les musulmanes. La controverse se poursuit ensuite, et certains intervenants ne sont pas aimables vis-à-vis de la jeune militante féministe mais son exposé marque les esprits.
Après la fin de la Seconde Guerre mondiale, Habiba Menchari n'intervient plus en public. En privé, elle se montre inquiète face à une Tunisie qui ne se conçoit plus qu'arabo-musulmane. Elle suit par ailleurs le parcours de sa fille, Leïla Menchari, et aide aussi un autre jeune Tunisien venu à Paris sur ses conseils, Azzedine Alaïa, à se faire des contacts au sein du milieu de la mode, dans les années 1950. Elle meurt en 1961. Son parcours est évoqué aussi dans le film Thalathoun (arabe : ثلاثون), réalisé en 2007 par Fadhel Jaziri.